# 노르웨이 철도박물관

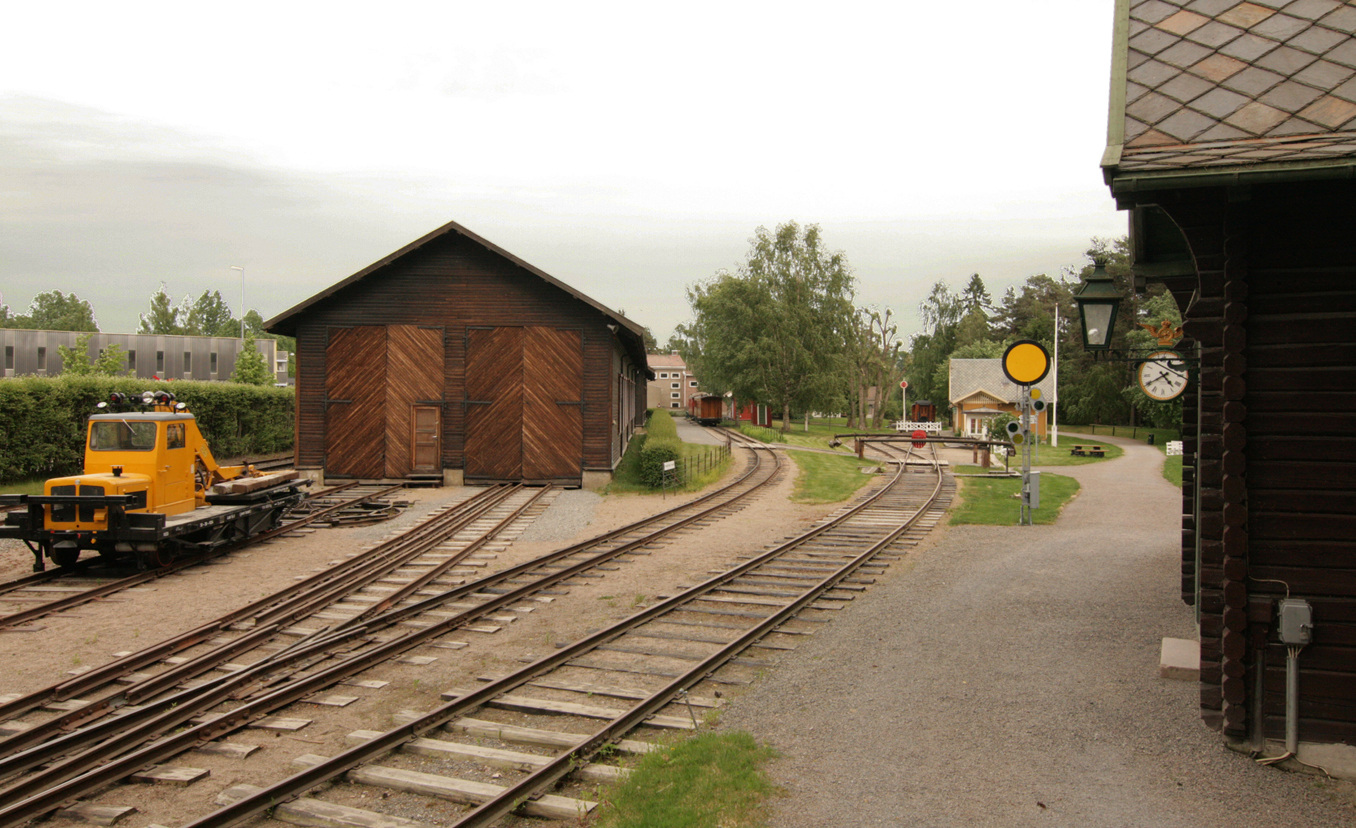
노르웨이 철도박물관

노르웨이 철도박물관(노르웨이어: Norsk Jernbanemuseum)은 노르웨이에 위치한 철도 박물관이다.